# ATM Amin
ATM Amin est un général à la retraite de l'armée du Bangladesh. Il a été directeur général des services de renseignement des forces armées (DGFI) et directeur général d'Ansar et du VDP. Il a été contraint de prendre sa retraite en 2009.

## Carrière
En tant que général de brigade, il a été directeur de l'unité de contre-terrorisme Bureau du contre-terrorisme et du renseignement (en) de la DGFI. Plus tard, il a été promu général de division et nommé directeur général de la DGFI. On dit que sous sa direction, la DGFI a tenté de créer au Bangladesh un parti démocratique islamique (IDP) composé de membres du Harakat ul-Jihad-Islami-Bangladesh et qu'il a fait pression sur l'ancienne Première ministre Sheikh Hasina pour qu'il convainque le gouvernement américain de soutenir ce parti,. Par le passé, après l'attentat à la grenade de Dacca en 2004, il a été accusé et piégé pour avoir aidé l'un des suspects à s'échapper du Bangladesh avec le soutien du lieutenant-colonel Saiful Islam Joarder (en), officier de la DGFI, et de Saiful Islam Duke (en), neveu de la Première ministre Khaleda Zia. Tajuddin, le leader du Huji, a reçu un faux passeport portant le nom de « Badal ». Duke, son beau-frère et fonctionnaire de la DGFI, Joarder, et ainsi qu'Amin, ont aidé Tajuddin à fuir le pays le 10 octobre 2006, à la fin du règne du BNP,.
Le 19 juillet 2007, Amin, alors directeur de la Direction générale du renseignement des forces (DGFI), a déclaré à un diplomate américain qu'ils avaient infiltré le Harkat-ul-Jihad-al-Islami (Huji) et qu'ils « ne les voyaient pas s'attaquer aux intérêts occidentaux ».
Amin s'est envolé pour les États-Unis peu après l'arrivée au pouvoir du gouvernement de la Ligue Awami. Depuis 2020, il est un fugitif recherché au Bangladesh après avoir été condamné dans l'affaire criminelle de l'attentat à la grenade. Pour l'accusation d'avoir hébergé et protégé les délinquants, Saiful Islam Duke (en), Saiful Islam Joarder (en), ATM Amin ont été condamnés à quatre ans de prison. Pour l'accusation d'avoir trompé l'enquête et d'avoir inventé l'histoire de « Joj Mia », l'IGP Khoda Baksh Chowdhury, le SP du CID Ruhul Amin, les ASPs du CID Abdur Rashid et Munshi Atikur Rahman ont été condamnés à deux ans de prison.